# ضفدع شيفروني
ضفدع شيفروني (الاسم العلمي: Rana chevronta) هو نوع من الحيوانات يتبع جنس الضفدع الحقيقي من فصيلة الضفادع الحقيقية.